# Nyströmska skolan
Nyströmska skolan är belägen i Söderköping i Östergötlands län och invigd 1995.

## Historik
Skolan är Söderköpings första gymnasieskola. Den är belägen i det gamla länslasarettet, som ursprungligen byggdes 1881-82. Chefsarkitekt för skolombyggnaden var Gösta Öhman vid arkitektkontoret FFNS. Skolan är avsedd att fungera som ett kommunalt kunskapscentrum för gymnasieelever, kommunal vuxenutbildning och anpassad gymnasieutbildning. Den är uppkallad efter 1860-talets stadsläkare och pådrivare för lasarettbygget, Nils Engelbrekt Nyström, och dennes son, läraren och författaren Bengt E Nyström.
Skolan har en hel del konstnärlig utsmyckning. Skolans logotyp är skapad av Evert Karlsson och bland konsten finns en väggrelief (Östergyllen) samt keramikplattor av Kerstin Hörnlund, oljemålning av Enno Hallek, glaskonst av Berit Johansson, mosaikskulpturen Vilande vänner av Ernst Billgren, en stor tredelad oljemålning med skärgårdsmotiv av Inge Pettersson och ett reliefverk av Lars Malm. 

## Gymnasieutbildningar
Följande gymnasieprogram finns på skolan (2024):
- Vård- och omsorgsprogrammet - lärling
- Barn- och fritidsprogrammet - lärling
- Bygg och anläggningsprogrammet - lärling
- Fordonsprogrammet - lärling
- Hantverksprogrammet frisör - lärling
- Ekonomiprogrammet
- Samhällsvetenskapsprogrammet
- Naturvetenskapliga programmet
- Hälsa, vård och omsorg - anpassat gymnasium
- Individuella programmet - anpassat gymnasium

### Fotnoter
1. ↑  Patrik Selsfors (13 juni 2014). ”Den ljusnande framtid är vår”. Folkbladet. Arkiverad från originalet den 22 december 2015. https://web.archive.org/web/20151222110551/http://www.folkbladet.se/nyheter/soderkoping/den-ljusnande-framtid-ar-var-7055880.aspx. Läst 7 december 2015.
2. ↑  ”Nyströmska skolan, Yrkeshögskoleutbildningar”. Arkiverad från originalet den 22 december 2015. https://web.archive.org/web/20151222101540/http://www.soderkoping.se/nystromska-gymnasiet/yh/. Läst 12 december 2015.